# QX Gaygalan 2023
QX Gaygalan 2023 var den 25:e QX Gaygalan och den hölls på Cirkus i Stockholm den 6 februari 2023.  
Galan leddes av Sissela Kyle för åttonde gången, och hon förklarade art det skulle bli den sista. Ett längre sammandrag sändes på TV4 fredagen 8 februari. Priser delades ut i 13 katagorier, med fem nominerade i 12 kategorier och en hederspristagare. De flesta nomineras av QX läsare, men tidningens redaktion utser hederspristagaren.

## Nominerade och vinnare
Vinnarna listade i fetstil:
| Årets HBTQ | Årets hetero |
| --- | --- |
| - Edvin Törnblom - Andreas Wijk - Daniela Rathana - Tone Sekelius - Oscar Zia Prisutdelare: Benjamin Ingrosso                                       | - Hasret Bozarslan, driver ungdomsgård på hemlig ort för HBTQ - Finn Filén - Johan Arenius - Maia Dahlberg - Niclas Öjebrandt Prisutdelare: Ambassadörerna från USA och Storbritannien, Erik Ramanathan respektive Judith Gough |
| Årets Hederspris | |
| - Mian Lodalen, "Sveriges absoluta riksflata". Första gången pristagaren var en av gästerna och inte meddelad i förväg.                             | |
| Årets drag | Årets film |
| - After Dark - Vanity Vain - Admira Thunderpussy - Misty bubble - Björta                                                                            | - Hilma - Fire Island - ”Bros - My Policeman - Så jävla Easy Going |
| Årets ställe | Årets låt |
| - The Blue Oyster - Backdoor - Secret Garden - MILQ - Moxy                                                                                          | - Ingen annan rör mig som du – Molly Hammar - My way – Tone Sekelius - As it was – Harry Styles - Hold me closer – Cornelia Jakobs - X – Miss Li                                                                                |
| Årets scen | Årets bok |
| - After Dark – Club After Dark - Edvin Törnblom och Johanna Nordström – Ursäkta Live - Andreas Lundstedt – Freedom - Abba – Voyage - Dramaten – Arv | - Bögen är lös – Edvin Törnblom - Jag kom inte ut, jag blev mig själv – Ann Christine Ruuth - Som jag är – Loui Sand - Detaljerna – Ia Genberg - Instrumenten – Eva Dahlgren                                                    |
| Årets TV-program | Årets TV-stjärna |
| - Young Royals - En kunglig affär - Tunna blå linjen - Heartstopper - Robinson                                                                      | - Edvin Ryding - Omar Rudberg - Isabella Resmark - Jimmy Guo - Marika Carlsson |
| Årets Keep Up The Good Work | Årets duo |
| - Lady Busty och Miss Shameless - Jane The Dragqueen - Trifa Shakely - Andrea Mattson – ”Gays in Angered” - Sara – ”Rainbow muslims”                | - Edvin Törnblom och Johanna Nordström - Lady Busty och Miss Shameless - Isabella Resmark och Sandra Cucarano - Alex Letic och Pelle Nilsson - Edvin Ryding och Omar Rudberg                                                    |